# Spelaeabraeus tormenei
Spelaeabraeus tormenei är en skalbaggsart som beskrevs av Hermann Daffner 1988. Spelaeabraeus tormenei ingår i släktet Spelaeabraeus och familjen stumpbaggar. Inga underarter finns listade i Catalogue of Life.